# بلو بارون
بلو بارون (بالإنجليزية: Blue Barron)‏ هو موزع أمريكي، ولد في 19 نوفمبر 1913 في كليفلاند في الولايات المتحدة، وتوفي في 16 يوليو 2005 في بالتيمور في الولايات المتحدة.

## وصلات خارجية
- بلو بارون على موقع IMDb (الإنجليزية)
- بلو بارون على موقع ميوزك برينز (الإنجليزية)
- بلو بارون على موقع ديسكوغز (الإنجليزية)